# Dievs
Dievs, Dievas, Deiwas – bałtyjski bóg nieba, dobrobytu i pomyślności. Władca bogów - twórca praw rządzących kosmosem. Szczególnie związany z dobroczynną, scalającą i jasną stroną mocy. Odpowiednik wedyjskiego Mitry.
W przeciwieństwie do innych bogów tego rodzaju nie przeszedł na pozycję deus otiosus, czyli boga bezczynnego. Współpracował z bogiem burz i piorunów Perkunem oraz z Patrimpsem bogiem wód i magii (Dievs i Patrimps byli braćmi). Władający piorunami, stwórca czasu, rządzący urodzajem. Bronił przed złymi duchami.
Jako jego zwierzęta wymieniane są jeleń, koń, wół i małe ptaki. Jego drzewem była brzoza, orężem natomiast miecz i sztylet.